# Ana Binet
Ana Yorkira Binet Stephens (ur. 9 lutego 1992 r. w Sánchez) – dominikańska siatkarka, reprezentantka kraju, grająca na pozycji libero. 

## Sukcesy klubowe
Mistrzostwo Dominikany:
- 2008

## Sukcesy reprezentacyjne
Mistrzostwa Świata Juniorek:
- 2009

Mistrzostwa Ameryki Północnej, Środkowej i Karaibów:
- 2009
- 2015

Mistrzostwa Ameryki Północnej, Środkowej i Karaibów Juniorek:
- 2010

Puchar Panamerykański:
- 2010, 2014, 2016
- 2015, 2017

Igrzyska Panamerykańskie:
- 2015